# Lentamente muore
Lentamente muore (A Morte Devagar) è una poesia della scrittrice brasiliana Martha Medeiros, pubblicata per la prima volta nel 2000 sul quotidiano Zero Hora di Porto Alegre, in Brasile, ed è spesso erroneamente attribuita al poeta cileno Pablo Neruda. Con tale falsa attribuzione, circolata per anni nel web, fu letta anche al Senato della Repubblica da Clemente Mastella, in occasione del voto di fiducia che portò alla caduta del secondo governo Prodi (24 gennaio 2008). È dedicata alle persone che non hanno il coraggio di cambiare.